# Сергий (Велтахов)
Архиепи́скоп Се́ргий (XVII век, Осташков — 18 [29] июля 1704, Отроч монастырь) — епископ Русской православной церкви, архиепископ Тверской и Кашинский.

## Биография
Родился в Осташкове. Происходил из Иосифовских крестьян Валтуховых, упоминаемых в переписной книге 1646 года. Варианты написания фамилии в источниках — Валтахов, Валтухов, Велтахов.
С 1680 года он был архимандритом Борисоглебского монастыря в Торжке и 5 февраля 1682 года патриархом Иоакимом рукоположен в епископа Тверского и Кашинского.
С половины 1683 года до зимы, с половины 1686 по осень 1687 года и с сентября 1690 по июнь 1691 года он отправлял в Москве чреду священнослужения.
На собственные средства архиепископ Сергий между 1689 и 1696 годом в Твери возобновил (был построен третий каменный) Спасо-Преображенский собор, освятив его 18 мая 1696 года.
В 1702 году, за старостью, Сергий Велтахов удалился на покой в Тверской Отроч Успенский монастырь, где и пребывал до конца дней своих; скончался 18 (29) июля 1704 года и был погребён в Тверском кафедральном соборе — построенном им Тверском Спасо-Преображенском соборе, «у алтарной стены, против архиерейского места».